# 固城南氏
固城南氏（コソンナムし、고성남씨）は、朝鮮の氏族の一つ。本貫は慶尚南道固城郡である。2015年の調査では、10,801人である。
始祖は中国唐の文官であり、日本に使者として派遣されたが難破し、新羅に帰化した南敏の7代子孫の南鎮勇の三男の南匡甫である。
宜寧南氏、英陽南氏と合同で南氏大宗会をなしている。

## 行列字
| ○世孫  | 23       | 24                | 25       | 26       | 27       | 28       | 29       | 30       | 31       | 32       | 33       | 34       | 35       | 36       |
| ------ | -------- | ----------------- | -------- | -------- | -------- | -------- | -------- | -------- | -------- | -------- | -------- | -------- | -------- | -------- |
| 行列字 | 한（漢） | 주（柱） 병（秉） | 우（祐） | 기（基） | 현（鉉） | 승（承） | 근（根） | 사（思） | 중（中） | 진（鎭） | 구（求） | 영（榮） | 훈（薰） | 재（載） |
| ○世孫  | 37       | 38                | 39       | 40       | 41       | 42       | 43       | 44       | 45       | 46       | 47       | 48       | 49       | 50       |
| 行列字 | 흠（欽） | 용（溶）          | 화（和） | 충（忠） | 회（匯） | 상（商） | 영（永） | 극（極） | 응（應） | 중（重） | 용（鎔） | 태（泰） | 병（秉） | 현（憲） |